# Очарован тобой (фильм, 1958)
«Очарован тобой» — советский художественный фильм режиссёра Юлдаша Агзамова. Фильм создан на киностудии «Узбекфильм» в 1958 году. Фильм является первой узбекской кинокомедией.

## Сюжет
В фильме рассказывается о подборе актёров на главные роли нового музыкального фильма «Очарован тобой». С этой целью режиссёр Абзалов со своим помощником выезжают в Самарканд, Бухару, Хорезм и Ферганскую область Узбекской ССР в поисках молодых талантов. Они встречают очень много талантливых людей. «Очарован тобой» показывает расцвет узбекской народной музыкальной культуры.

## Актёры
- Клара Джалилова — Юлдуз
- Санат Диванов — Шариф
- Рано Хамрокулова — Замира
- Тургун Азизов — Бакир
- Аббас Бакиров — Афзалов
- Наби Рахимов — Турдыев
- Мухаббат Туляходжаева — Мухаббат